# Michael Hancock (homme politique)
Pour les articles homonymes, voir Michael Hancock et Hancock.
Michael Hancock (né en 1969) est un homme politique américain. Il est le 45e maire de la ville de Denver au Colorado, de 2011 à 2023.